# Georg Norrby
Georg Norrby, född 7 december 1816 i Kalmar, död 31 mars 1898 i Stockholm, var en svensk skådespelare, framför allt känd för sin tid vid Mindre teatern och Kungliga Teatern i Stockholm.

## Biografi

### Uppväxt och tidig teaterkarriär
Norrby var son till svarvaremästaren Georg Norrby och Eleonora Råberg. Redan som barn visade han intresse för teatern, men skickades efter avslutad skolgång till Lübeck för att där sättas i handel. Det var koleraåret 1834, och då kaptenen på fartyget som skulle föra Norrby till Lübeck fick veta att farsoten utbrutit där seglade han i stället till Rostock, varifrån Norrby måste återvända till Kalmar. Här befann sig vid denna tid teaterföreståndaren, hovsekreteraren Anders Petter Berggren med sitt sällskap, och vid detta fick Norrby i december 1834 anställning. År 1837 fick han engagemang vid Pierre Delands sällskap, där han fick en utmärkt läroperiod. Efter fem års anställning hos Deland erbjöds han engagemang vid Nya Teatern, som nyss upprättats av Anders Lindeberg, och vid teaterns invigning den 1 november 1842 spelade han med i Onkel Adams enaktskomedi Pröfningen. Han gjorde stor lycka vid denna scen och fick snart anseende som framstående komiker.

### Mindre teatern och Kungliga Teatern
Lindeberg gick i konkurs 1844, och Norrby blev medlem av det konsortium som under Ulrik Torsslows styrelse uppehöll verksamheten på teatern, som från och med 1846 fick namnet Mindre teatern. Han hade här en stor och omfattande repertoar. Det svenska lustspelet hade vid denna tid en glansperiod. August Blanche författade eller bearbetade den ena pjäsen efter den andra, och i alla skulle Norrby vara med. Bland hans roller vid Mindre Teatern märks Agapetus i Herr Dardanell och hans upptåg på landet, Jöns Tegelmark i Stockholm, Westerås och Uppsala och Kakador i Urdur eller Neckens dotter. Då Edvard Stjernström år 1854 inköpte teatern försökte han engagera Norrby, men denne hade erbjudits en plats vid Kungliga Teatern, där den allmänna meningen länge ansett att han egentligen hörde hemma.
Norrby blev kvar vid den kungliga scenen i nästan fyrtio år och utförde ett stort antal roller, främst komiska biroller där hans personliga, stillsamma och måttfulla spelsätt gjorde sig gällande. Han verkade gärna med små medel, genom ett diskret, men uttrycksfullt minspel, mera antydda än utförda gester och ett löjeväckande tonfall. Johannes Svanberg jämför hans komik med Fredrik Delands, fast de bådas rollfack inte sammanföll:
| ” | [H]an förstod alltid att förläna den till det yttre löjeväckande figuren, som han framställde, en prägel af vek, hjälplös hjärtegodhet, som alltid verkade rörande, stundom gripande. De roller, i hvilka han nådde högst, voro därför sådana i lifvet vilsekomna stackare som Gamle Ekdal i »Vildanden» eller Aslaksen i »En folkets fiende», båda i sitt slag utmärkta typer af förfallna existenser. | „ |

Bland Norrbys rent komiska roller kan nämnas Jeppe Berg i Erasmus Montanus, Klockare i Ambrosius och Surkart i Mycket väsen för ingenting. Bland övriga roller på de kungliga scenerna kan nämnas Sansquartier i Nya garnison, Argante i Scapins skälmstycken, Mathurin i Herr Perrichons resa, Peponet i Så kallade hedersmän, Markis Montefiore i Don Cesar de Bazano, Alain i Fruntimmersskolan, Brimborius i Föreningsfesten, Överläkaren i Fregattkaptenen, Dödgrävaren i Hamlet, den gamle betjänten Boman i Mellan fyra ögon, François i Sällskap där man har tråkigt, Husägaren i Advokaten Knifving och den gamle korrekturläsaren Persson i Sveas fana. I den sistnämnda tog han den 7 december 1892 avsked av publiken efter en 58-årig teaterbana.
Georg Norrby avled efter långvarig sjukdom i Stockholm den 31 mars 1898. Han var sedan 1866 gift med Julia Malmström (1834–1922), dotter till skådespelaren Sven Johan Malmström. Makarna Norrby är begravda på Norra begravningsplatsen utanför Stockholm.

## Utmärkelser
År 1884 utnämndes Norrby till riddare av Vasaorden. En annan, mindre vanlig utmärkelse hade tilldelats honom redan i hans ungdom: år 1838 erhöll han nämligen en medalj, "med af Kungl. Maj:t förunnad rättighet att å bröstet bäras i svart och rödt band", som Växjö stad låtit prägla åt honom och hans kamrat, skådespelaren Carl August Alén, för deras rådighet vid släckningen av en eldsvåda i staden; han bar dock aldrig denna dekoration.

## Teater

### Roller (ej komplett)
| År   | Roll                             | Produktion                                                       | Regi           | Teater                      |
| ---- | -------------------------------- | ---------------------------------------------------------------- | -------------- | --------------------------- |
| 1842 | Trädgårdsmästaren                | Prövningen Onkel Adam                                            |                | Nya teatern                 |
| 1842 | Herr Verneuil                    | Den unge kassören Auguste Arnould och Narcisse Fournier          |                | Nya Teatern                 |
| 1844 | Sotargossen                      | Kröningsdagen August Blanche                                     |                | Nya teatern                 |
| 1845 | Christofferl                     | Nu ska vi roa oss Johann Nestroy                                 |                | Nya Teatern                 |
| 1847 | Notarie Riego                    | Allas gudson Émile Souvestre                                     |                | Mindre teatern              |
| 1863 | Péponet, f.d. köpman             | Så kallade Hedersmän Théodore Barrière och Ernest Capendu        |                | Kungliga Dramatiska Teatern |
| 1863 | Anders, dräng hos Stål           | Rosa och Rosita Clara Andersen                                   |                | Kungliga Dramatiska Teatern |
| 1863 | Argante                          | Scapins skälmstycken Molière                                     |                | Kungliga Dramatiska Teatern |
| 1863 | Louis, Mr Fairlies kammartjänare | Den hvitklädda qvinnan Wilkie Collins                            |                | Kungliga Dramatiska Teatern |
| 1865 | Ajax                             | Sköna Helena Jacques Offenbach, Henri Meilhac och Ludovic Halévy |                | Kungliga Operan             |
| 1868 | Hermann, Hohendorfs tjänare      | Han är inte svartsjuk Alexander Elz                              |                | Kungliga Dramatiska Teatern |
| 1871 | Anders Asen                      | De skenhelige J. Wibe                                            |                | Kungliga Dramatiska Teatern |
| 1875 | Greve von Egg                    | Maria och Magdalena Paul Lindau                                  |                | Kungliga Dramatiska Teatern |
| 1875 | Lambert                          | Hedern och penningen François Pousard                            |                | Kungliga Dramatiska Teatern |
| 1876 | Kammarjunkaren von Pranker       | Wanda Isidor Lundström                                           |                | Kungliga Dramatiska Teatern |
| 1876 | Borgmästaren                     | Under toffeln Alrun Leifsson                                     |                | Kungliga Dramatiska Teatern |
| 1876 | Dominique, kammartjänare         | För välgörande ändamål Eugène Verconsin                          |                | Kungliga Dramatiska Teatern |
| 1876 | Doktorn                          | Pastorsadjunkten Anne Charlotte Leffler                          |                | Kungliga Dramatiska Teatern |
| 1880 | Abbén                            | Skatten François Coppée                                          |                | Kungliga Dramatiska Teatern |
| 1884 | Mertelmeyer                      | Roderick Heller Franz von Schönthan                              |                | Kungliga Dramatiska Teatern |
| 1885 | Peder Rassmussen, klockare       | Ambrosius Chr. K.F. Molbech                                      | Victor Hartman | Kungliga Dramatiska Teatern |
| 1890 | Ossip, betjent                   | Revisorn (Ревизо́р, Revizór) Nikolaj Gogol                        |                | Dramatiska Teatern          |
| 1892 | Persson                          | Sveas fana Pehr Staaff                                           |                | Dramatiska teatern          |

- Markis Montefiore i Don César de Bazan av Dumanoir och Adolphe d'Ennery, Mindre teatern
- Jöns Tegelmark i Stockholm, Västerås och Uppsala av August Blanche, Mindre teatern
- Agapetus i Herr Dardanell och hans upptåg på landet av August Blanche, Mindre teatern
- Lappskräddaren i Silverbröllopet av August Blanche, Mindre teatern
- Winge i Herr Klam eller Bröllopsdagen av Thomas Overskou, Mindre teatern
- Sparven bland tranor av Jens Christian Hostrup
- Kakador i Urdur eller Näckens dotter av Thomas Overskou
- Surkart i Mycket väsen för ingenting av William Shakespeare
- François i Sällskap där man har tråkigt av Édouard Pailleron
- Jeppe Berg i Erasmus Montanus av Ludvig Holberg
- Klockaren i En gård utan husbonde av Ludwig Anzengruber
- Aslaksen i En folkefiende av Henrik Ibsen
- Ekdal i Vildanden av Henrik Ibsen
- Sansquartier i Nya garnison eller Karnevalsskämtet av Emmanuel Théaulon och Achille d'Artois
- Argant i Scapins skälmstycken av Molière
- Mathurin i Herr Perrichons resa av Eugène Labiche och Édouard Martin
- Peponet i Så kallade hedersmän av Théodore Barrière och Ernest Capendu
- Alain i Fruntimmersskolan av Molière
- Brimborius i Föreningsfesten av Gustav von Moser
- Överläkaren i Fregattkaptenen eller Salamandern av Mélesville, Alexis Decomberousse och Benjamin Antier
- Dödgrävaren i Hamlet av William Shakespeare
- Boman i Mellan fyra ögon av Ludwig Fulda
- Husägaren i Advokaten Knifving av Frans Hedberg
- Dromio från Syrakusa i Förvexlingarna av William Shakespeare
- Pedro i Barberaren i Sevilla av Pierre de Beaumarchais
- Antonio i Figaros bröllop av Pierre de Beaumarchais
- Dumesnil i Friaren kommer av Eugène Scribe och Mélesville

### Fotnoter
1. ↑  ”Nya Teatern: 'Den unge kassören', 'En herre och ett fruntimmer'”. Aftonbladet:  s. 2. 5 december 1842. http://tidningar.kb.se/4112678/1842-12-05/edition/0/part/1/page/2. Läst 3 december 2016.
2. ↑  ”Nya Theatern”. Dagligt Allehanda:  s. 2. 21 maj 1845. http://tidningar.kb.se/2631189/1845-05-21/edition/144030/part/1/page/2. Läst 11 augusti 2018.
3. ↑  ”Mindre teatern”. Aftonbladet:  s. 2. 2 oktober 1847. http://tidningar.kb.se/4112678/1847-10-02/edition/0/part/1/page/2. Läst 11 augusti 2018.
4. 1 2  ”Teaterannons”. Aftonbladet:  s. 1. 19 september 1863. https://tidningar.kb.se/4112678/1863-09-19/edition/0/part/1/page/1. Läst 1 december 2021.
5. ↑  ”Nyheter från Stockholm”. Dagens Nyheter:  s. 1. 23 maj 1865. http://arkivet.dn.se/arkivet/tidning/1865-05-23/119/1. Läst 25 augusti 2015.
6. ↑  ”Teaterannons”. Aftonbladet:  s. 1. 30 november 1868. http://tidningar.kb.se/4112678/1868-11-30/edition/0/part/1/page/1. Läst 1 september 2016.
7. ↑  ”Teaterannons”. Dagens Nyheter:  s. 3. 24 april 1871. http://arkivet.dn.se/arkivet/tidning/1871-04-24/1928/3. Läst 6 augusti 2015.
8. ↑  ”Teaterannons”. Dagens Nyheter:  s. 3. 6 september 1875. http://arkivet.dn.se/arkivet/tidning/1875-09-06/3253/3. Läst 30 juli 2015.
9. ↑  ”Teaterannons”. Dagens Nyheter:  s. 3. 6 november 1875. http://arkivet.dn.se/arkivet/tidning/1875-11-06/3306/3. Läst 31 juli 2015.
10. ↑  ”Teaterannons”. Dagens Nyheter:  s. 3. 16 februari 1876. http://arkivet.dn.se/arkivet/tidning/1876-02-16/3390/3. Läst 10 augusti 2015.
11. 1 2  ”Teaterannons”. Dagens Nyheter:  s. 3. 15 mars 1876. http://arkivet.dn.se/arkivet/tidning/1876-03-15/3414/3. Läst 11 augusti 2015.
12. ↑  ”Teaterannons”. Dagens Nyheter:  s. 3. 29 september 1876. http://arkivet.dn.se/arkivet/tidning/1876-09-29/3578/3. Läst 15 augusti 2015.
13. ↑  ”Teater och musik”. Dagens Nyheter:  s. 2. 21 oktober 1885. https://arkivet.dn.se/tidning/1885-10-21/6331B/2.
14. ↑  ”K. Dramatiska teatern”. Affischen:  s. 2. 20 april 1890. https://tidningar.kb.se/3kxdlgq71lvdc6ng/part/1/page/2. Läst 18 maj 2024.